# Lịch Thái Lan
Ở Thái Lan, có hai loại hệ thống lịch được sử dụng cùng nhau. Dương lịch Thái Lan, dựa trên lịch Gregorius, được sử dụng chính thức và các mục đính thường ngày. Việc sử dụng dương lịch được Vua Chulalongkorn (Rama V) giới thiệu vào năm 1889 để thay thế cho âm lịch trong các văn bản chính thức. Nguyên gốc là bắt đầu năm mới vào ngày 1 tháng 4, và được chuyển sang ngày 1 tháng 1 vào năm 1941, để ngày và tháng tương ứng chính xác với lịch Gregoria. Việc đánh số năm theo Phật lịch, được giới thiệu vào năm 1913 để thay thế cho thời đại Rattanakosin, thời đại này thay cho thời đại trước đó Chulasakarat năm 1889. Năm trong thời đại Phật giáo ở Thái Lan trước năm trong Công lịch là 543 năm do đó năm 2025 CN tương ứng với 2568 trong Phật lịch.
Âm lịch gồm mười hai hoặc mười ba tháng trong một năm với 15 ngày trăng dần tròn và 14 hoặc 15 trăng dần khuyết trong một tháng, tạo thành một năm có 354, 355 hoặc 384 ngày. Các năm thường được đánh dấu bằng con vật như âm lịch Trung Quốc, mặc dù có một vài ngày được sử dụng để tính Năm mới.

## Lịch
- Số màu đỏ đánh dấu Chủ Nhật và ngày lễ.
- Ảnh Phật đánh dấu ngày trai giới, Wan Phra (วันพระ).
- Bảng đỏ với Hán tự trắng đánh dấu đầu tháng âm lịch (Trăng mới) và Trăng tròn của âm lịch Trung Quốc, thường khác một ngày so với lịch Thái.

## Tuần
Một tuần (สัปดาห์, sapda or सप्ताह, สัปดาหะ, sapdaha từ Sanskrit "bảy") là một chu kì bảy ngày bắt đầu từ Chủ Nhật và kết thúc vào Thứ Bảy.
Tên ngày trong tuần được đặt theo bảy tên đầu trong chín Cửu Diệu (Ấn Độ); ví dụ, mặt trời, mặt trăng và năm hành tinh cổ đại.
| Tên Tiếng Việt | Tên Thái | Phát âm IPA                        | Màu  | Từ Sanskrit | Thiên thể | Màu khắc             |
| -------------- | -------- | ---------------------------------- | ---- | ----------- | --------- | -------------------- |
| Chủ Nhật       | วันอาทิตย์  | /wan˧.ʔaː˧.tʰit̚˦˥/                 | Đỏ   | Aditya      | Mặt Trời  | Xanh nước biển       |
| Thứ Hai        | วันจันทร์   | /wan˧.t͡ɕan˧/                       | Vàng | Chandra     | Mặt Trăng | Đỏ                   |
| Thứ Ba         | วันอังคาร  | /wan˧.ʔaŋ˧.kʰaːn˧/                 | Hồng | Angaraka    | Sao Hỏa   | Vàng và Trắng        |
| Thứ Tư         | วันพุธ     | /wan˧.pʰut̚˦˥/                      | Lục  | Budha       | Sao Thủy  | Hồng                 |
| Thứ Tư         | วันพุธ     | /wan˧.pʰut̚˦˥/                      | Xám  | Budha       | Sao Thủy  | Đỏ cam               |
| Thứ Năm        | วันพฤหัสบดี | /wan˧.pʰrɯ˦˥.hat̚˨˩.sa˨˩.bɔː˧.diː˧/ | Cam  | Brihaspati  | Sao Mộc   | Tím                  |
| Thứ Sáu        | วันศุกร์    | /wan˧.suk̚˨˩/                       | Xanh | Shukra      | Sao Kim   | Đen và Xanh tím than |
| Thứ Bảy        | วันเสาร์   | /wan˧.saːn˩˩˦/                     | Tím  | Shani       | Sao Thổ   | Lục                  |

Ghi chú: Màu sắc được xem là điềm lành cho ngày trong tuần.
Người Thái đại diện các thiên thể dưới hình thức các vị thần như dưới đây:

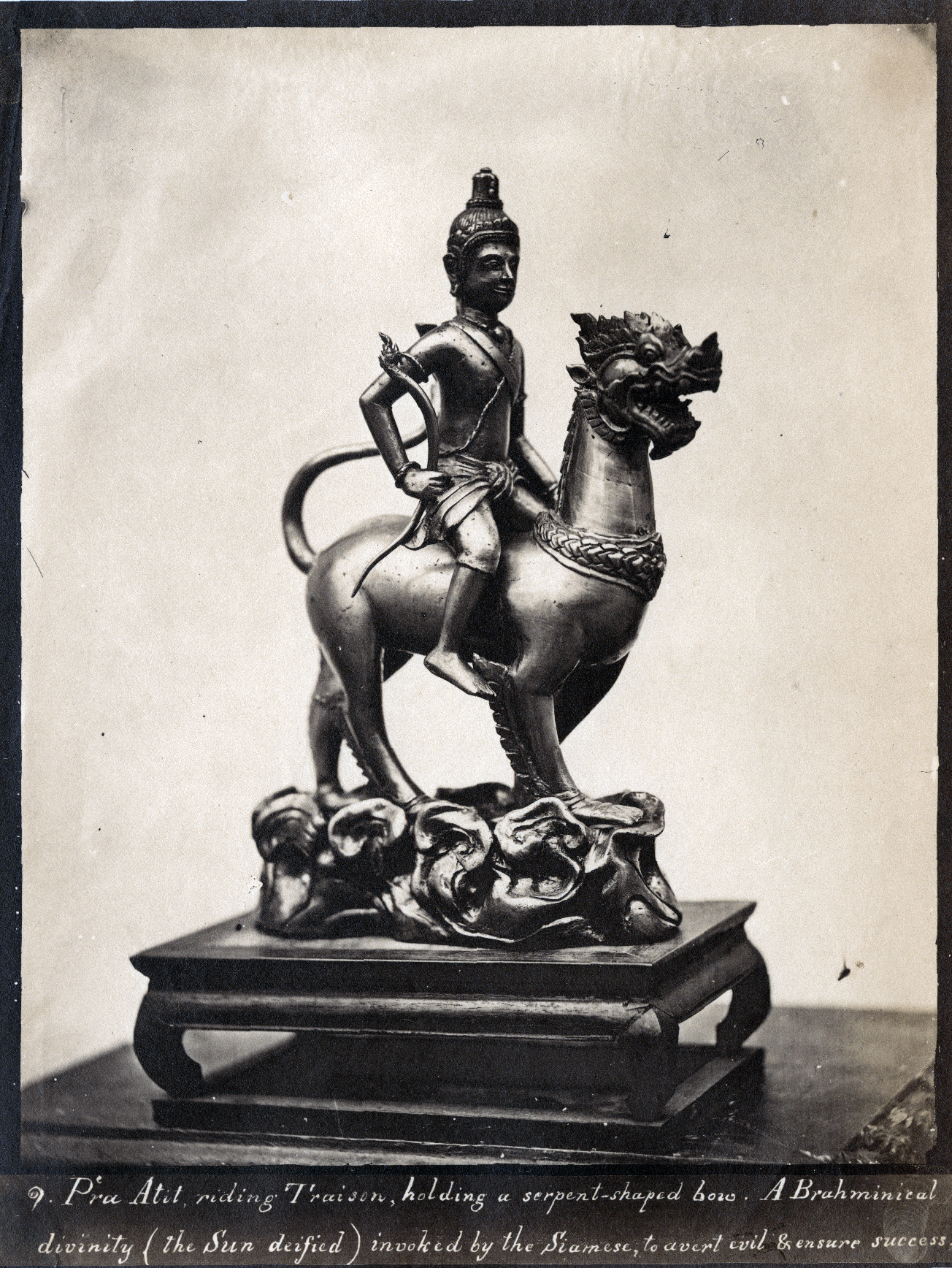
Phra Athit
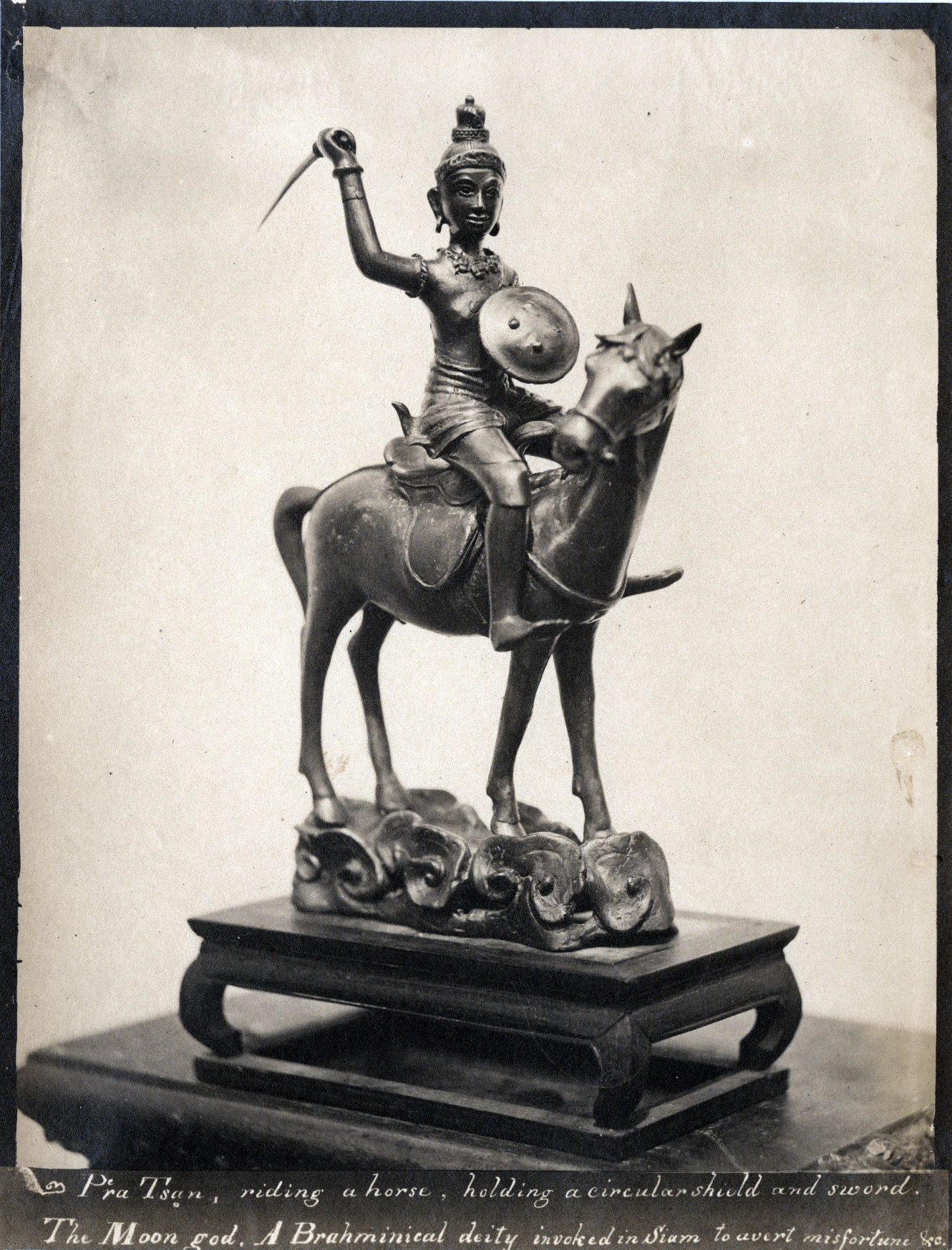
Phra Chan
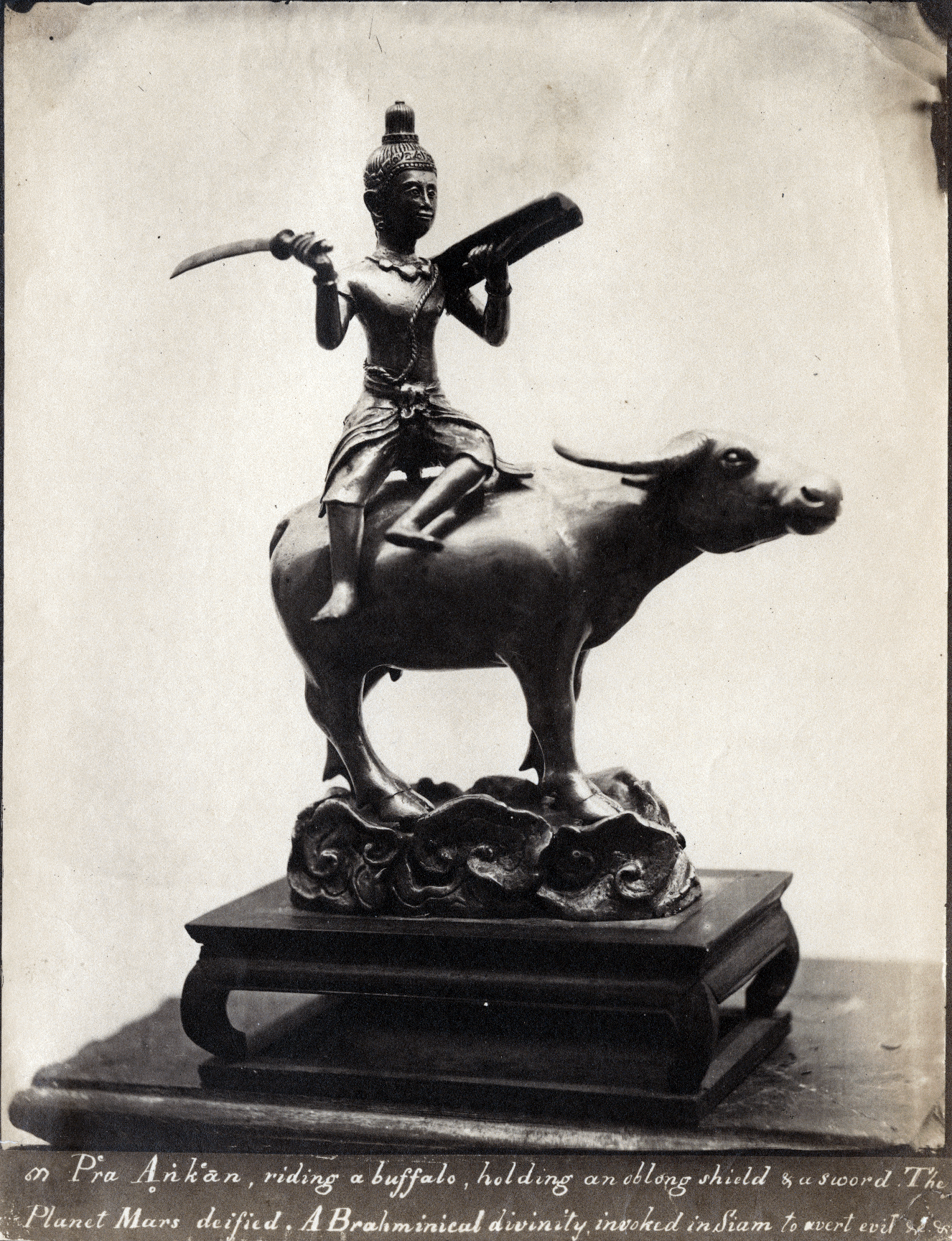
Phra Angkhan
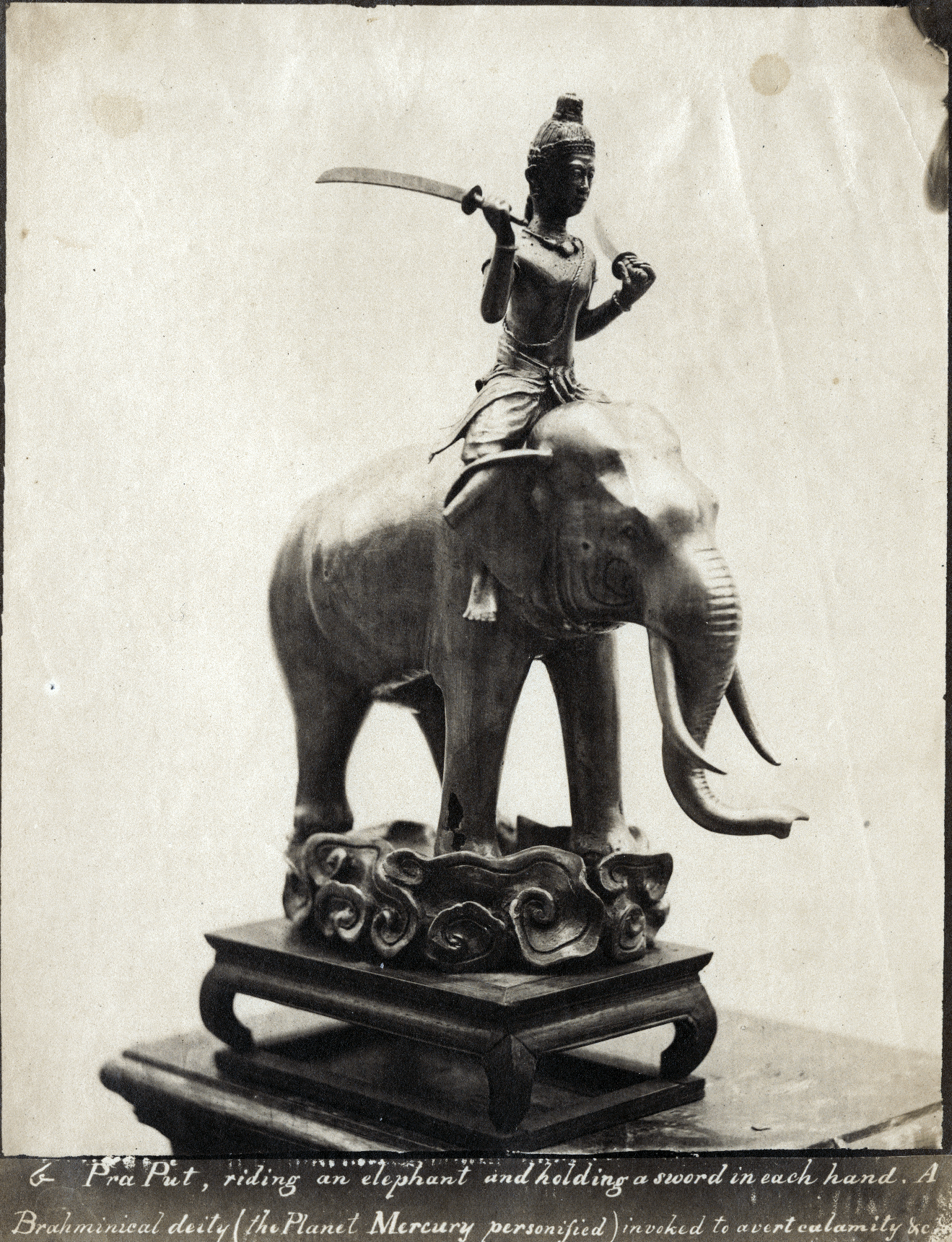
Phra Phut
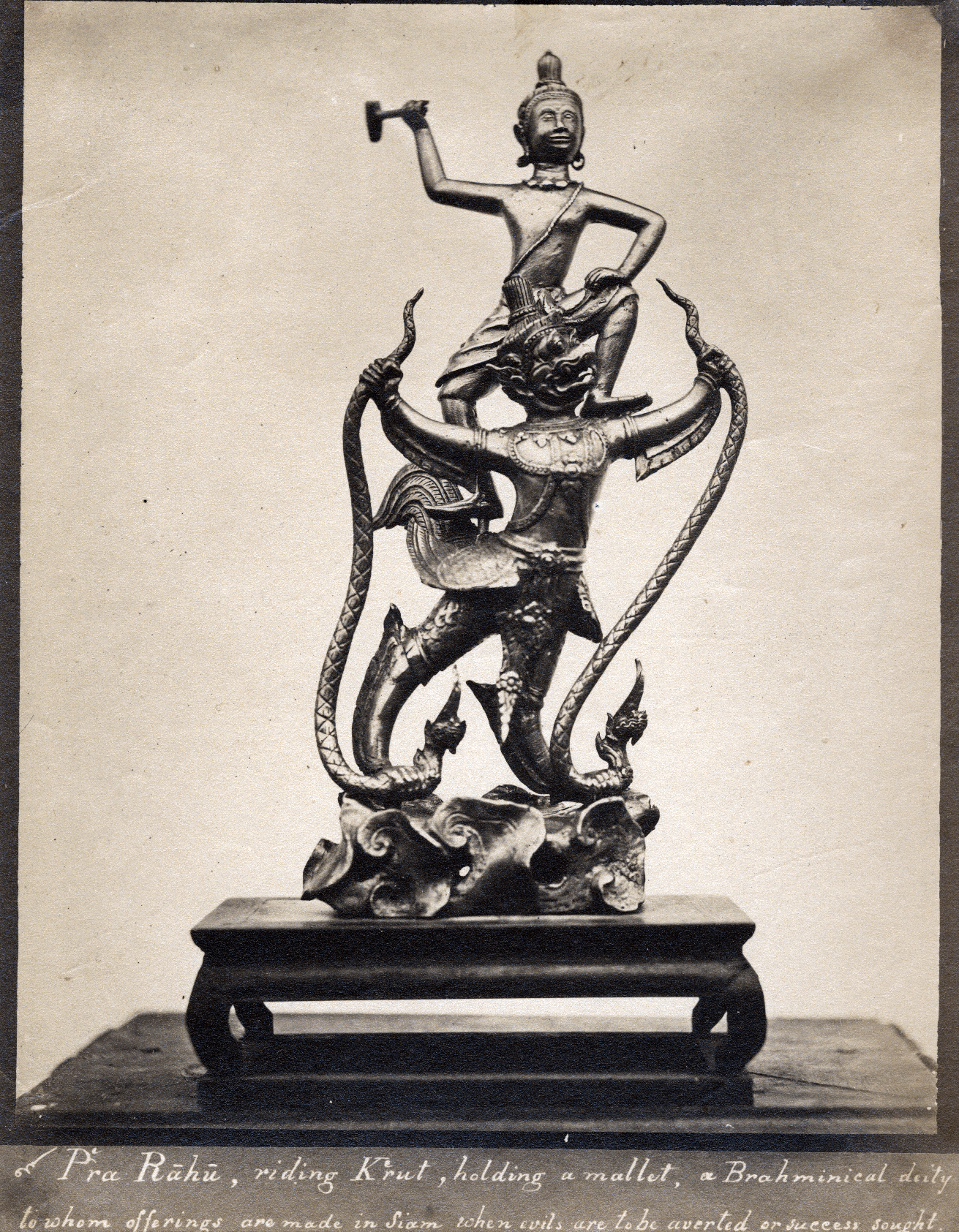
Phra Rahu
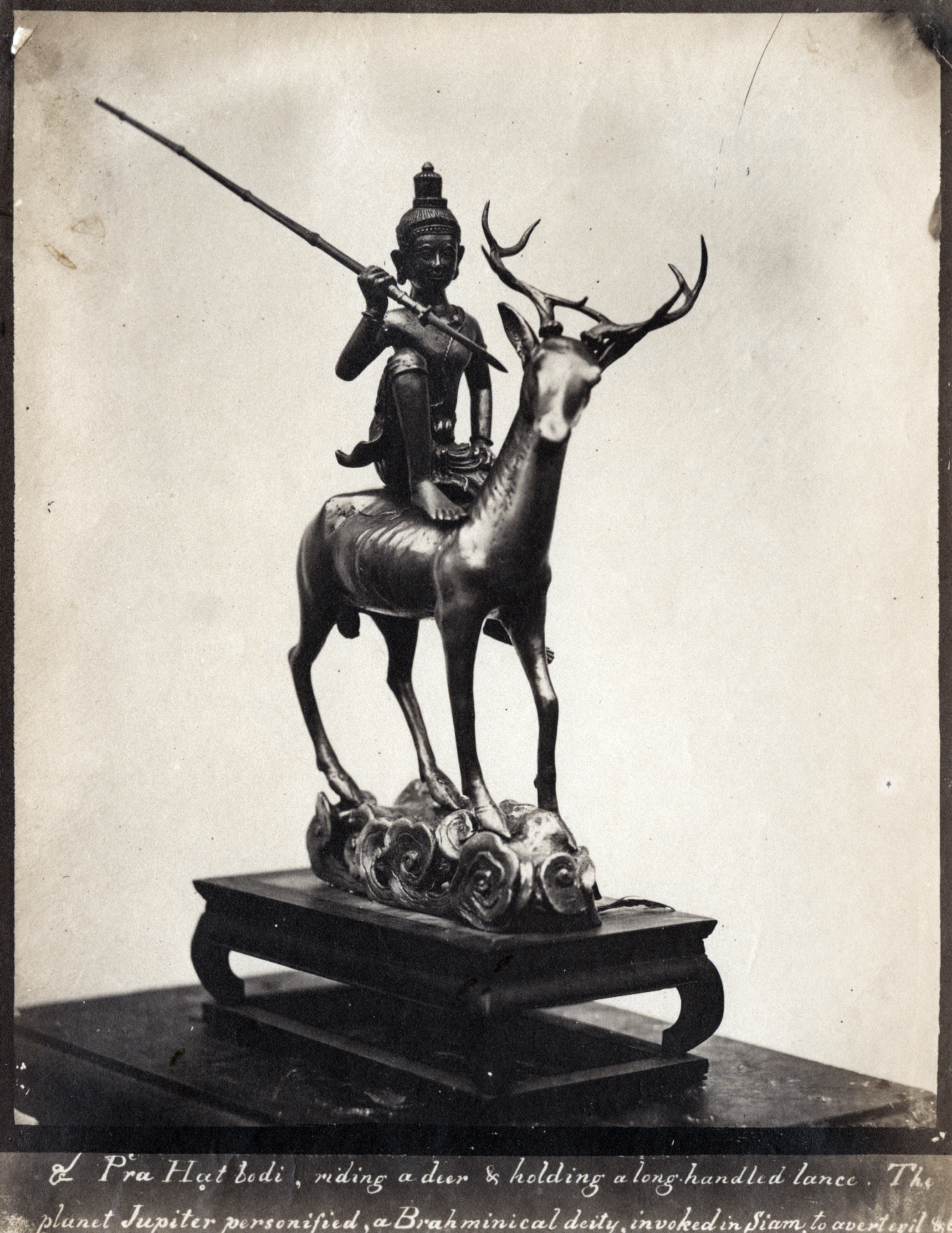
Phra Phruehat
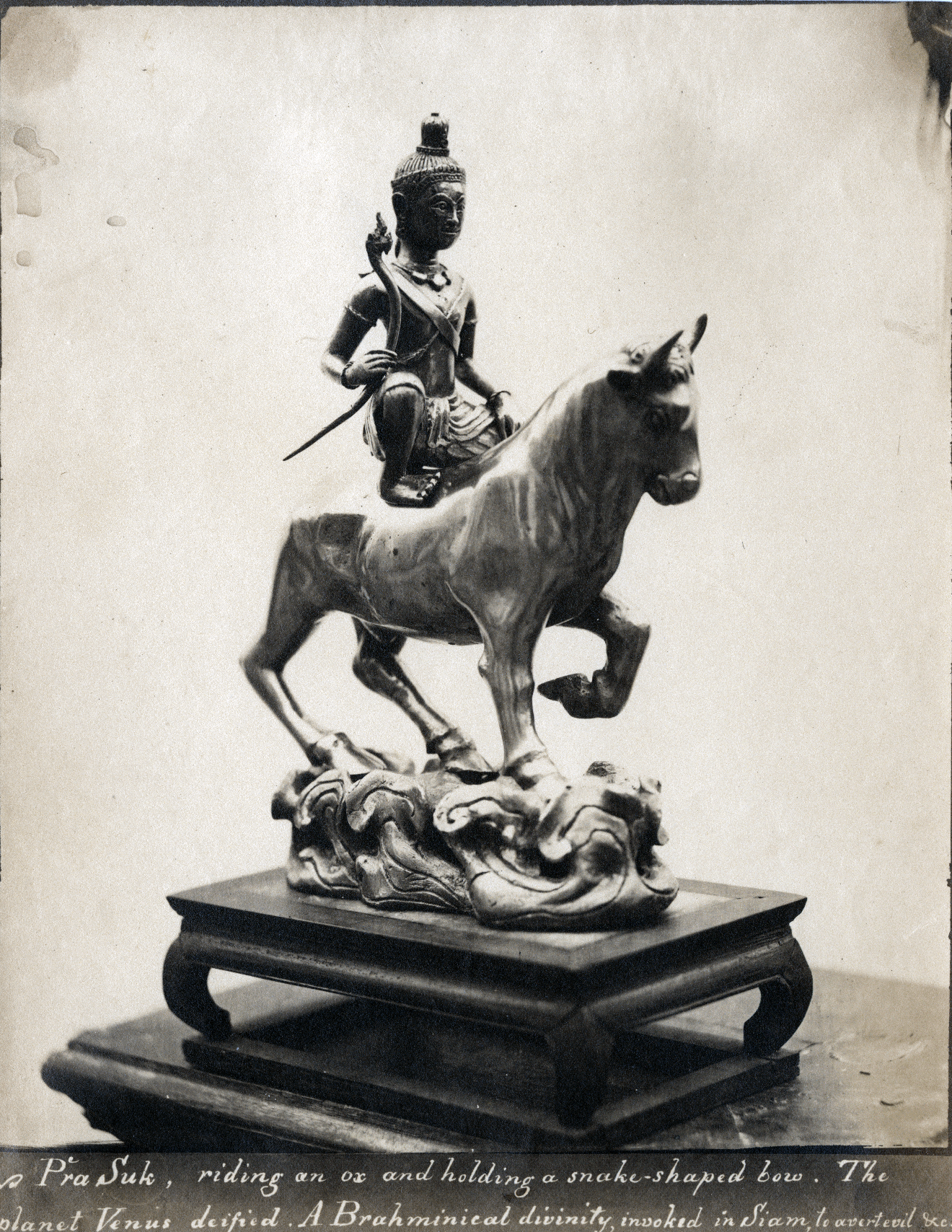
Phra Suk
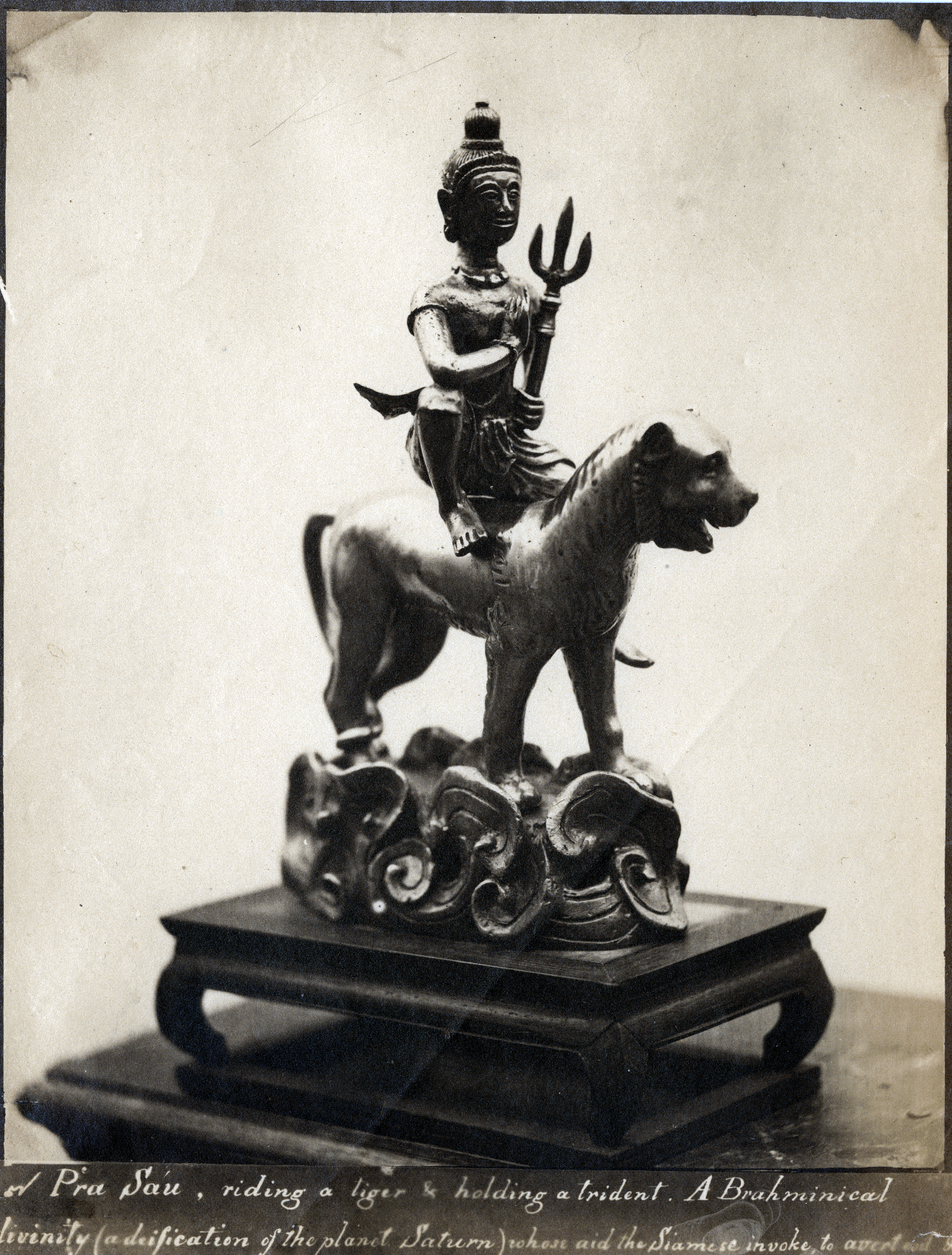
Phra Sao